# Glas Maol
Glas Maol är ett berg i Storbritannien.   Det ligger i kommunen Angus och riksdelen Skottland, i den norra delen av landet, 600 km norr om huvudstaden London. Toppen på Glas Maol är 1 068 meter över havet, eller 333 meter över den omgivande terrängen. Bredden vid basen är 11,3 km.
Terrängen runt Glas Maol är huvudsakligen kuperad.Runt Glas Maol är det glesbefolkat, med 13 invånare per kvadratkilometer. Närmaste större samhälle är Braemar, 15,0 km norr om Glas Maol. Trakten runt Glas Maol består i huvudsak av gräsmarker.